# 小田貴子
小田 貴子（おだ たかこ、1967年8月15日 - ）は、メリディアンプロモーションより、茨城放送企画事業部に出向している日本のアナウンサー。

## 来歴
青森県東津軽郡三厩村（現・外ヶ浜町）出身。青森県立青森中央高等学校、拓殖大学外国語学部中国語学科卒業。
大学を卒業後、1990年にテレビ岩手に入社。報道制作局アナウンス部に配属され、同局のアナウンサーになる。
結婚を機にテレビ岩手を退社。栃木県へ移住し、NHK宇都宮放送局の契約キャスター、とちぎテレビのアナウンサーを経て、メリディアンプロモーション所属のフリーアナウンサーに転向する。
2009年に茨城県土浦市へ移住。それを機に茨城放送企画事業部所属のラジオパーソナリティ（出向）になり、2015年3月まで同局の番組を担当した。またそれと並行して、同局主宰のアナウンススクール、母校の拓殖大学、関東各地のNHK文化センターなどで行われる話し方教室の講師も務めていた。2014年には、「第38回 全国高等学校総合文化祭茨城大会」に参加する高校生たちへの接遇・話し方研修も担当した。

## 人物
高校・大学時代には放送部に所属していた。また、この当時はテレビのない環境下で下宿生活を送っており、娯楽はラジオが主体であった。そのため、茨城放送で憧れのラジオ番組を担当できたことを幸運に思っている。
趣味は琴と食べ歩き。
既婚者であり、子供もいる。

## 担当番組
特記のないデータは、所属事務所プロフィールと茨城放送企画事業部紹介ページからの参考。

### テレビ番組
- ニュースプラス1いわて（テレビ岩手）
- クボタ民謡お国めぐり（秋田テレビ）
- 沿岸市町村対抗歌合戦（テレビ岩手）
- 首都圏ネットワーク（NHK総合テレビ）
- こんにちは いっと6けん（NHK総合テレビ）
- NHKニュース おはよう日本（NHK総合テレビ） - 「すてき旅」担当
- 朝生とちぎ（とちぎテレビ）
- 県議会ダイジェスト（とちぎテレビ）
- やすらぎの栃木路（とちぎテレビ）

### ラジオ番組
- Sundayブレイクタイム（茨城放送）
- スマイル・スマイル → スマイル・スマイルPlus（茨城放送）[5]
- あさカツ!（茨城放送）
- FUちゃん、MUちゃんと行く！たか散歩（FMうしくうれしく放送） - リポーター[6]
- UUラジオ854（FMうしくうれしく放送） - 火曜パーソナリティ[7]